# Birds of Steel
Birds of Steel — компьютерная игра в жанре авиасимулятора, разработанная компанией Gaijin Entertainment. Проект был анонсирован 25 мая 2011 года и выпущен под издательством Konami 13 марта 2012 года в Северной Америке и 15 марта 2012 года в Европе (а также в России). Формально игра является продолжением игры Ил-2 Штурмовик: Крылатые хищники, перенося игроков на тихоокеанский театр военных действий. 22 июня 2012 года в сети Xbox Live была выпущена демоверсия.
Birds of Steel выпущен на движке Dagor Engine 3, который использовался в Ил-2 Штурмовик: Крылатые хищники, Apache: Air Assault, а также используется в настоящее время в разработке военной ММО-игры War Thunder.

## Игровой процесс
Геймплей Birds of Steel является дальнейшим развитием другой игры разработки Gaijin Entertainment — Ил-2 Штурмовик: Крылатые хищники. Если в «Ил-2 Штурмовик: Крылатые хищники»  бои проходили только на Европейских театрах военных действий, то Birds of Steel добавляет в игру Тихоокеанский театр военных действий и вводит две новые стороны конфликта:
- Японию
- и США, во Второй мировой войне бывшие также союзником СССР по Антигитлеровской коалиции.

### Особенности
- Более 100 моделей реально существующих самолётов с кокпитами.
- 20 исторически достоверных миссий, около сотни второстепенных заданий в 16 разных локациях Тихоокеанского театра военных действий;
- Разнообразие уровней Исторической кампании. Игрок пройдёт через различные битвы на Тихом океане (Атака на Пёрл-Харбор, битва за остров Уэйк, битва за Гуадалканал, оборона Мидуэя, сражение в Порт-Морсби), а также в Европе (Битва за Кубань, оборона Мальты, окружение германских войск в Рурском «мешке»);
- динамическая кампания, предлагающая ряд миссий, которые можно проходить в совместном режиме вчетвером;
- многопользовательский режим сетевых боёв на 16 человек.

## Создание музыки
Музыка к игре создавалась при участии Балтийского симфонического оркестра и российских и зарубежных композиторов. Заглавная тема написана американским композитором Джереми Соулом (Jeremy Soule), 33 оркестровые композиции были написаны российскими композиторами в следующем соотношении: 21 — Георгий Жеряков (Georgy Zheryakov) и 12 — Захар Антонов (Zahar Antonov). Работы по записи и сведению (музыка была сведена в двух вариантах: стерео 2.0 и многоканальном 5.1) осуществлены российской компанией занимающейся исключительно звуком и музыкой в играх — Strategic Music. Кроме того в игре представлены несколько классических оркестровых композиций.

## Трейлеры
Первый трейлер был показан E3 2011 и опубликован на IGN сразу после презентации. Второй трейлер был представлен 22 февраля 2012 года.

## Оценки
| Сводный рейтинг | Сводный рейтинг | Сводный рейтинг |
| Издание         | Оценка          | Оценка          |
| Издание         | PS3             | Xbox 360        |
| --------------- | --------------- | --------------- |
| GameRankings    | 74,20 %         | 74,50 %         |

Средняя оценка Metacritic для Xbox 360 80 %; для PS3 — 79 %. IGN оценил версию для Xbox 360 в 8.5 из 10, отметив отличную графику, звук, геймплей, а также продолжительную игру. Версия для PS3 названа лучшим симулятором. Official PlayStation Magazine поставил игре 7 из 10. Игры@Mail.Ru оценили игру в 8,5 из 10, отметив, что игра является лучшим авиасимулятором для консолей, а также что она подходит как для новичков, так и для хардкорных игроков.